# Septum pellucidum
Il septum pellucidum (anche chiamato setto pellucido) è una sottile membrana verticale di forma triangolare  che separa i corni anteriori dei ventricoli laterali destro e sinistro. Se gli emisferi vengono separati il setto resta coeso a uno dei due, solitamente il destro. Il septum pellucidum è considerato parte funzionale del sistema limbico ed è implicato nelle emozioni e nei comportamenti istintivi.

## Strati
Il setto pellucido in realtà consiste in due strati o lamine formate da materia grigia e bianca e denominate septi pellucidi.
Questi strati sono normalmente fusi; comunque, approssimativamente in un decimo degli individui, essi sono divisi da una cavità chiamata cavum septum pellucidum o quinto ventricolo. Quest'ultimo termine ha perso il favore degli scienziati negli ultimi anni dato che la struttura non è in continuità con il sistema ventricolare e non contiene liquido cerebro-spinale

## Anatomia
Il septum pellucidum è situato nella linea mediana del telencefalo tra i due emisferi cerebrali. Confina superiormente e anteriormente con il corpo calloso, il grande fascio di fibre che connette le parti omologhe dei due emisferi. Inferiormente e posteriormente invece è adiacente alla regione anteriore del fornice, il fascio di fibre che collega le strutture ippocampali con i corpi mammillari dell'ipotalamo. Ai lati del setto si trovano i ventricoli laterali all'interno dei due emisferi.

## Patologia
L'assenza del septum pellucidum o del corpo calloso, causata dalla mutazione del gene HESX1, è associata alla displasia setto-ottica.